# Русско-литовская война (1512—1522)
Русско-литовская война 1512—1522 годов, известна также как Десятилетняя война — война между Русским государством и объединёнными силами Великого княжества Литовского и Польского королевства. Завершилась присоединением к Русскому государству смоленских земель.

## Предпосылки
Укрепление Московского княжества привело к тому, что великий князь московский Иван III, продолжая политику расширения государства и объединения русских земель, отказался признать власть Золотой Орды (1480), присоединил Новгородскую землю (1478), Тверское княжество (1485) и Вятскую землю (1489). Территория Московского княжества увеличилась в три раза, что стало началом централизованного Русского государства. На рубеже веков появляется тенденция перехода литовско-русских князей Верховских княжеств вместе с землями в подданство русского государя. Поскольку смоленский князь Юрий Святославич после литовского захвата его земель бежал в Москву на службу к Василию I, Москва предъявляла претензии также и на Смоленскую землю.
Война 1512—1522 годов стала естественным продолжением серии русско-литовских войн за территориальное наследие Древней Руси, последняя из которых окончилась в 1508 году. Несмотря на мир, отношения между обоими государствами оставались крайне напряжёнными. Продолжались постоянные пограничные стычки и взаимные грабежи. Обмен пленными так и не был доведён до конца. Король Сигизмунд жаждал вернуть Михаила Глинского, бежавшего в Москву к Василию III. Поводом к началу новой войны стали арест и смерть сестры Василия III, великой княгини литовской Елены Ивановны, и заключение договора между Великим княжеством Литовским и Крымским ханством, следствием которого стали многочисленные набеги крымских татар на земли Русского государства в мае-октябре 1512 года.

## Кампания 1513 года
В ноябре 1512 года князь Василий III объявил войну Сигизмунду I. Основные силы русской армии с мощной артиллерией (до 150 орудий) двинулись на Смоленск. С декабря русскую армию под Смоленском возглавил лично великий князь. Осада города продолжалась с января до февраля 1513 года, но после неудачного штурма города была снята. В ходе первой осады Смоленска в русской армии впервые активно были использованы пешие отряды пищальников.  Другие московские отряды под командованием И. М. Репни-Оболенского и И. А. Челяднина действовали в окрестностях Орши, Друцка, Борисова, Браслава, Витебска и Минска, отряд верховских князей под командованием В. И. Шемячича совершил рейд на Киев, а новгородская армия князя В.В. Шуйского - рейд к Холму.  

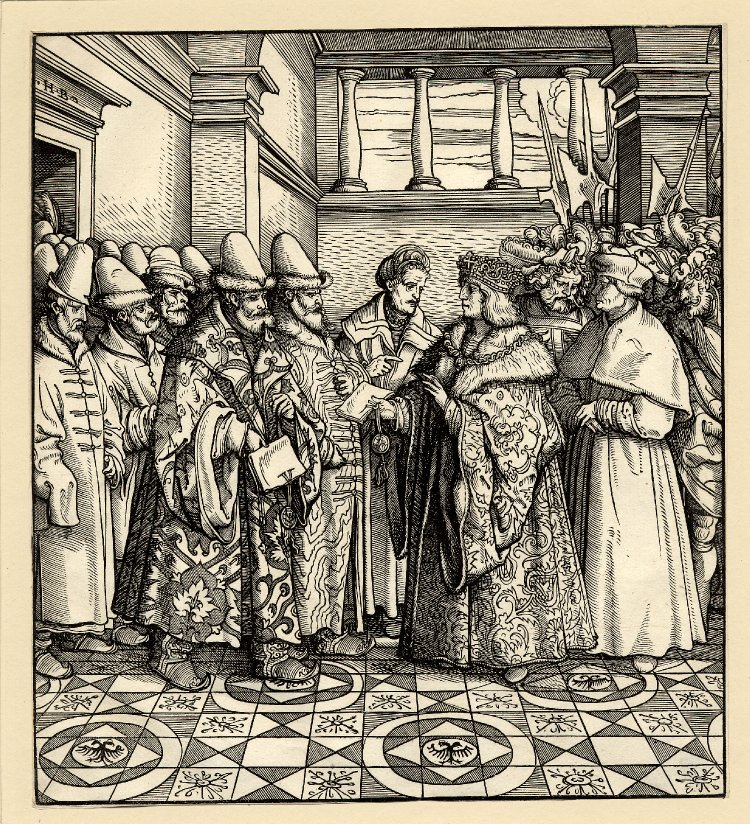
«Союз с белыми русскими». Гравюра 1515 года.

Летом 1513 года русская армия совершила второй поход под Смоленск. На этот раз часть войск под командованием князя А. В. Ростовского и М. И. Булгакова-Голицы вместе с верховскими князьями была развёрнута на южных рубежах для обороны от крымских татар. Движение русской армии началось в июне, осада города началась в августе 1513 года, а 11 сентября к Смоленску прибыл Великий князь Василий III. Вспомогательный рейд на Полоцк совершила новгородская армия В. В. Шуйского, ещё один русский отряд блокировал Витебск. Во время второй осады русские войска не решились на штурм, ограничив действия массированным артиллерийским обстрелом города. Осады Полоцка и Витебска оказались неудачными для русских войск. В октябре в районе боевых действий появились передовые отряды полевых литовских войск, которые одержали ряд частных успехов в районе Витебска и Киева. Слухи о приближении большой литовской армии под командованием К. Острожского заставили Василия III снять осаду Смоленска, русские отряды были отведены от других городов. За время этой кампании русские войска разорили окрестности Полоцка, Витебска, Мстиславля и ряда других городов. 
В это время был подписан договор о совместной борьбе против Польши между Священной Римской империей (Максимилиан I) и Русским государством.

## Кампания 1514 года

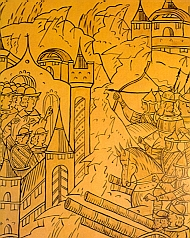
Осада Смоленска 1514 года

В мае 1514 года Василий III возглавил новый поход на Великое княжество Литовское. Смоленск был осаждён и после длительной осады и артиллерийских обстрелов капитулировал 1 августа. Взятие Смоленска было самым крупным успехом русского войска в войне. После этого без сопротивления были взяты Мстиславль, Кричев и Дубровна. Затем часть русского войска отправилась на крымские рубежи, другая часть во главе с И. А. Челядниным двинулась вглубь Великого княжества Литовского к Орше, где встретилась с войском гетмана Константина Острожского. Одной из причин этого явилась измена М. Л. Глинского, не получившего, как он надеялся, Смоленск в своё управление. Глинский сообщил польскому королю Сигизмунду I о продвижении и составе русских войск.

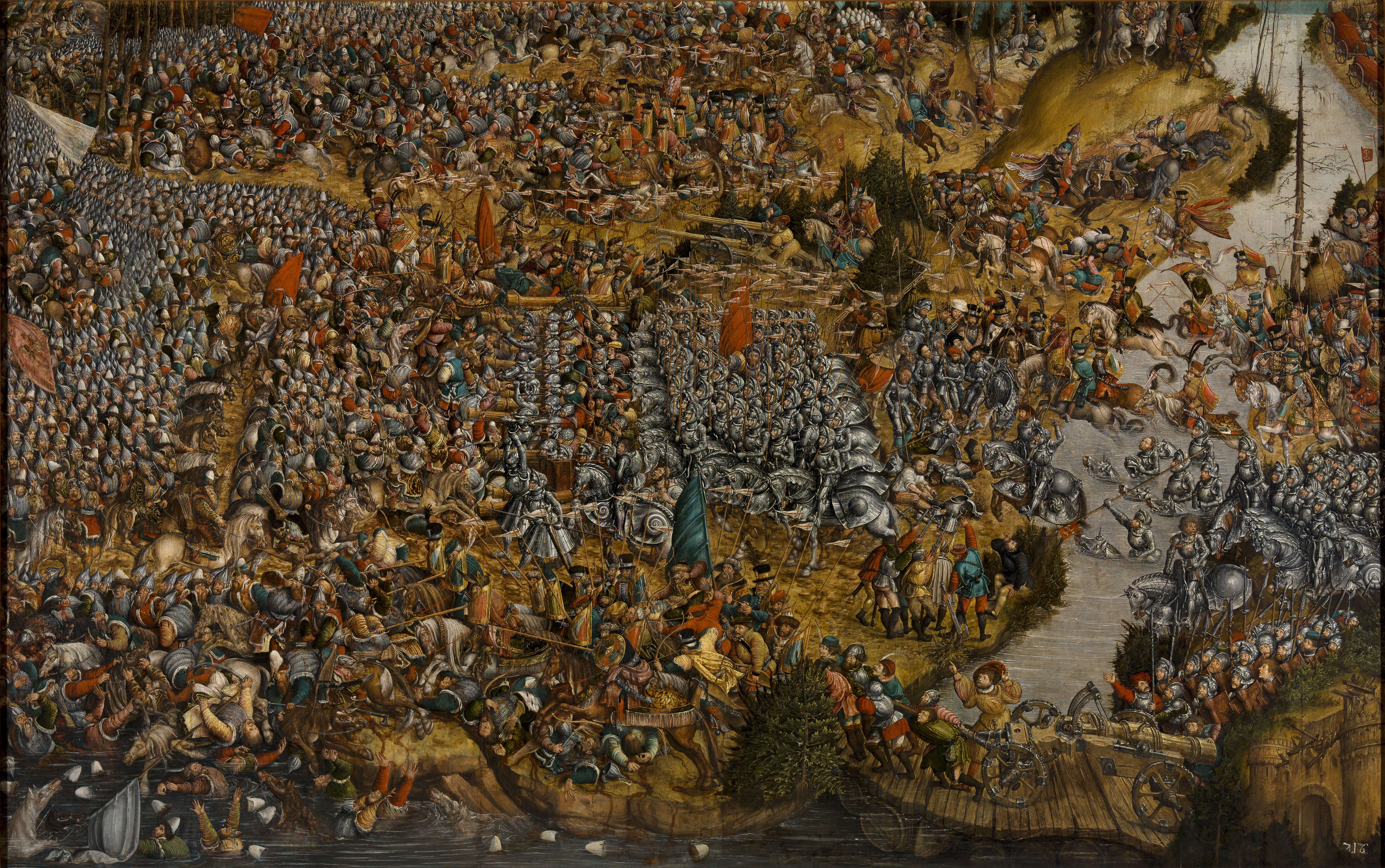
Сражение под Оршей

8 сентября возле реки Крапивны состоялось сражение под Оршей, в котором русское войско потерпело чувствительное поражение и отступило к Смоленску. Оба военачальника попали в плен. Под влиянием победы под Оршей Острожскому удалось почти без сопротивления вернуть Мстиславль, Кричев и Дубровну, однако попытка вернуть Смоленск провалилась. Город был хорошо укреплён и снабжён сильным гарнизоном, а готовая к измене городская верхушка была своевременно выявлена и уничтожена. Не имевший осадной артиллерии Острожский предпочёл отступить.

## Кампания 1515—1516 годов
После богатой на события кампании 1514 года интенсивность боевых действий значительно снизилась. В 1515—1516 год был совершён ряд взаимных набегов на приграничные области. 28 января 1515 года псковско-новгородская армия под командованием А. В. Сабурова внезапной атакой захватила и разорила Рославль.
Летом 1515 года отряды польских наёмников Я. Сверчовского совершили набег в великолукские и торопецкие земли. Хотя им не удалось захватить города, окрестности были существенно разорены. В ответ зимой 1515—1516 гг. отряды В. В. Шуйского из Новгорода и М. В. Горбатого из Ржева атаковали восточные районы Великого княжества Литовского, особенно сильно разорив Витебские земли.
Великое княжество Литовское продолжило свою деятельность по созданию широкой антирусской коалиции. Летом 1515 года в Вене состоялась встреча императора Максимилиана, Сигизмунда I и его брата — венгерского короля Владислава. В обмен на прекращение сотрудничества Священной Римской империи с Великим Московским княжеством Сигизмунд согласился отказаться от претензий на Чехию и Моравию.
В 1516 году большая часть войск обеих сторон была отвлечена на борьбу с крымскими татарами, отряды которых разоряли южные районы как Русского государства, так и Великого княжества Литовского. На русско-литовском фронте состоялось лишь несколько рейдов. Летом 1516 года русская армия под командованием А. В. Горбатого в очередной раз атаковала Витебск.

## Кампания 1517 года

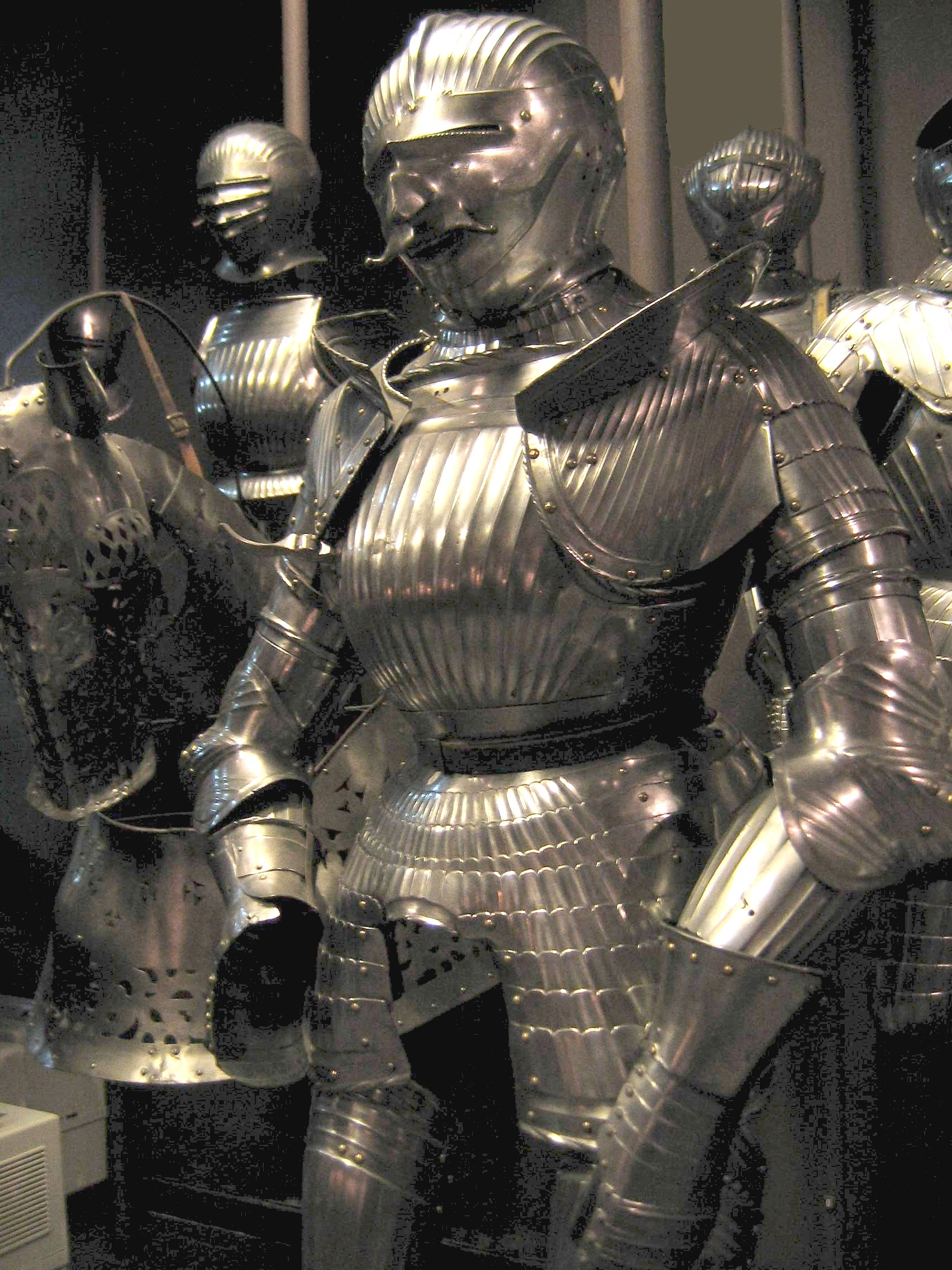
Польский максимилиановский доспех (1514)

На 1517 год литовская сторона запланировала крупный поход на северо-запад России. 10 февраля 1517 года на Петроковском сейме было принято решение выделить дополнительные средства на успешное завершение войны: «силой склонить к миру на почетных и выгодных для нас условиях».. В свою очередь Русское государство вынуждено было отвлечь основные силы на парирование крымской угрозы, поэтому отражать удар польско-литовской армии приходилось местными силами.
Поход польско-литовской армии из Полоцка (свыше 10000 человек) начался в сентябре 1517 года. Во главе армии находился Константин Острожский, в состав её входили литовские войска (командир — Ю. Радзивилл) и польские наёмники (командир — Я. Сверчовский). 20 сентября началась осада Опочки, а уже 6 октября польско-литовские войска предприняли штурм, отбитый русским гарнизоном. После этого русские отряды совершили ряд успешных вылазок, а прибывшие отряды Фёдора Телепнева-Оболенского и Ивана Ляцкого разбили Острожского и идущее к нему подкрепление, после чего польско-литовское войско, бросив стенобитные орудия, сняло осаду и отступило в Полоцк.
Неудачный поход истощил финансовые возможности литовского государства и фактически поставил точку в попытках изменить ход войны. С другой стороны, Русское государство по-прежнему было способно совершать крупномасштабные вторжения на литовскую территорию. Поэтому на начавшихся переговорах при посредничестве германского посла Сигизмунда Герберштейна русская сторона занимала твёрдую позицию: Василий III отказался вернуть Смоленск.

## Кампании 1518—1520 годов
В кампанию 1518 года русское правительство смогло выделить значительные силы для похода на Полоцк. К городу была направлена новгородско-псковская армия В. В. Шуйского, усиленная артиллерией. Вспомогательные удары наносились далеко вглубь литовских земель. Так отряды кн. М. В. Горбатого достигали окрестностей Молодечно, отряды кн. С. Курбского действовали в районах Минска и Новогрудка. Хотя рейды русской конницы наносили большой экономический и моральный ущерб противнику, в ходе кампании не удалось захватить ни одного города. Под Полоцком русская армия потерпела поражение как от удара со стороны гарнизона, так и от действий деблокирующего отряда Ю. Радзивилла.
И все же, несмотря на неудачу под Полоцком, кампания 1518 года продемонстрировала, что литовское государство не может ничего противопоставить опустошительным рейдам русской конницы. Попытка новыми налогами, утверждёнными на Брестском сейме 1518-19 гг., восстановить боеспособность армии была сведена на нет поражением польско-литовской армии в битве под Сокалем 2 августа 1519 года. Русское командование, в свою очередь, сделало ставку на широкое использование быстрых разорительных набегов. Летом было атаковано все литовское порубежье, а отдельные отряды впервые в истории русско-литовских войн достигли окрестностей Вильны. Последней крупной акцией в этой войне был рейд воеводы Василия Годунова в феврале 1520 года под Полоцк и Витебск.

## Перемирие
В 1521 году у каждой из воюющих сторон появились другие внешнеполитические проблемы: Великое княжество Литовское вступило в войну с Ливонским орденом, а Русское государство подверглось самому опустошительному на тот момент набегу крымских татар. В этих условиях стороны пошли на переговоры и подписали 14 сентября 1522 года в Москве перемирие на пять лет, по которому смоленские земли оставались у России, но она отказывалась от притязаний на Киев, Полоцк и Витебск и от  требования о возвращении пленных.